# Angophora costata
Angophora costata és una espècie de planta de la família de les Mirtàcies que es distribueix pel sud d'Austràlia i Nova Gal·les del Sud. És un arbre que es troba sobre sòls sorrencs, a roques arenoses i esculls. És una espècie que s'usa per al cultiu en grans jardins.
Angophora és un gènere molt proper al d'Eucalyptus i el de Corymbia, tots endèmics d'Austràlia, però difereixen en la disposició de les fulles les quals són oposades en l'espècie que ens ocupa.

## Taxonomia
Angophora costata va ser descrita per Hochreutiner, Bénédict Pierre Georges i publicada a Journal of Botany, British and Foreign 54: 62. 1916. (J. Bot.)

### Etimologia
- Angophora: nom genèric que deriva de dos mots grecs: "ango" que significa recipient o copa i "phora" que significa portar, en referència a la forma dels fruits.
- costata: epítet llatí que significa "acanalat" en referència als fruits que duen unes costelles acanalades.[4]

## Galeria

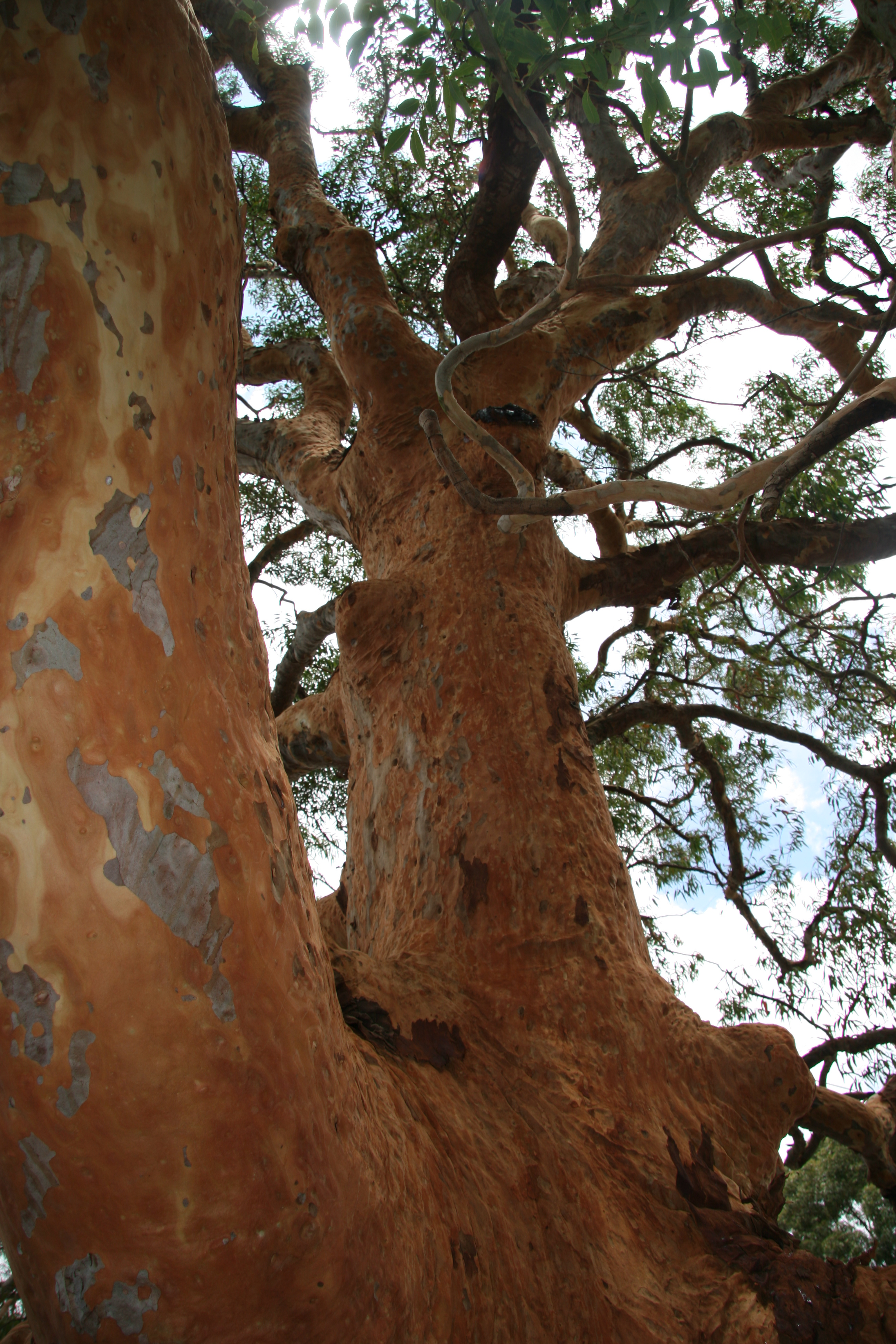
Tronc i escorça
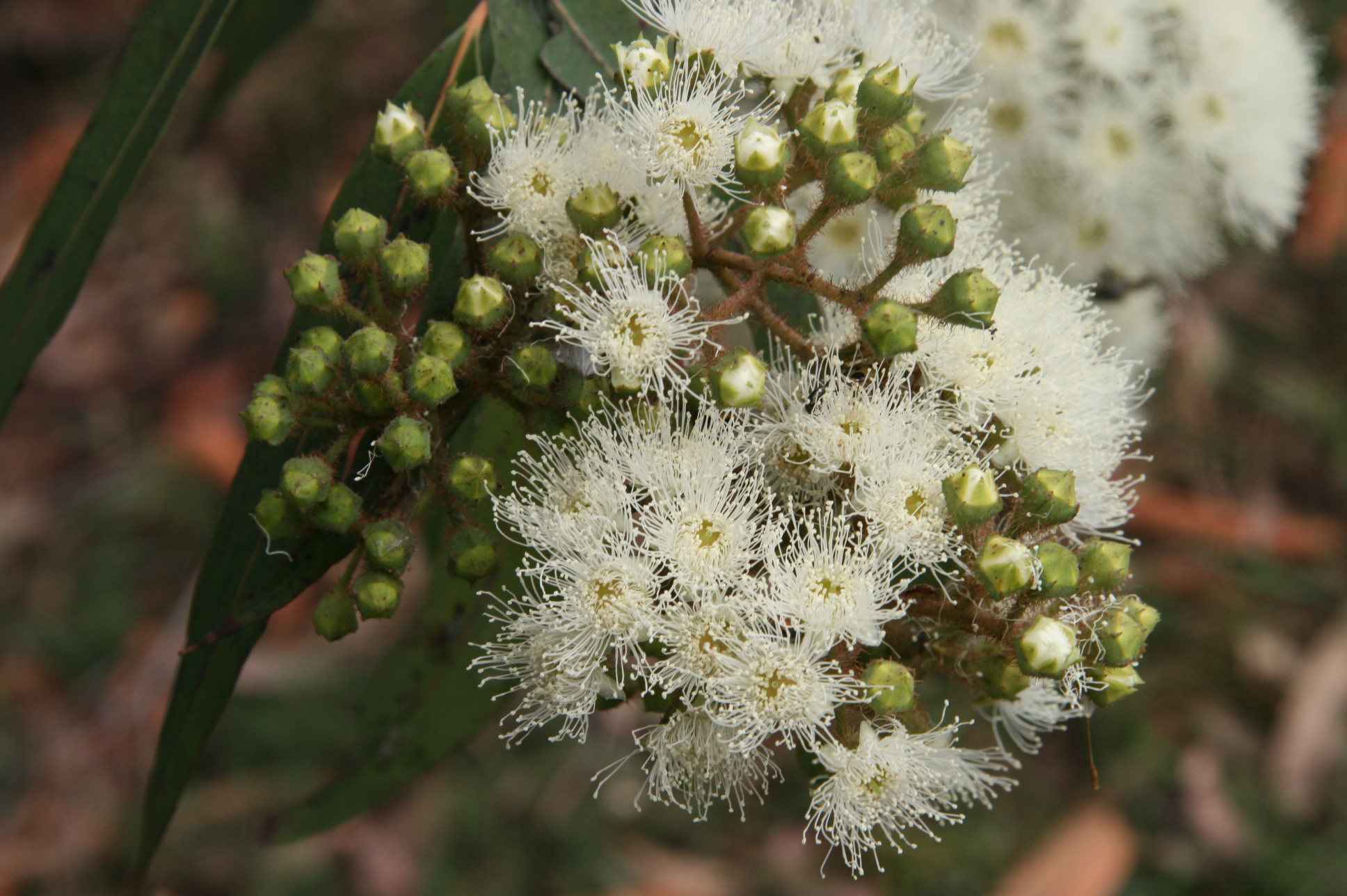
Inflorescència
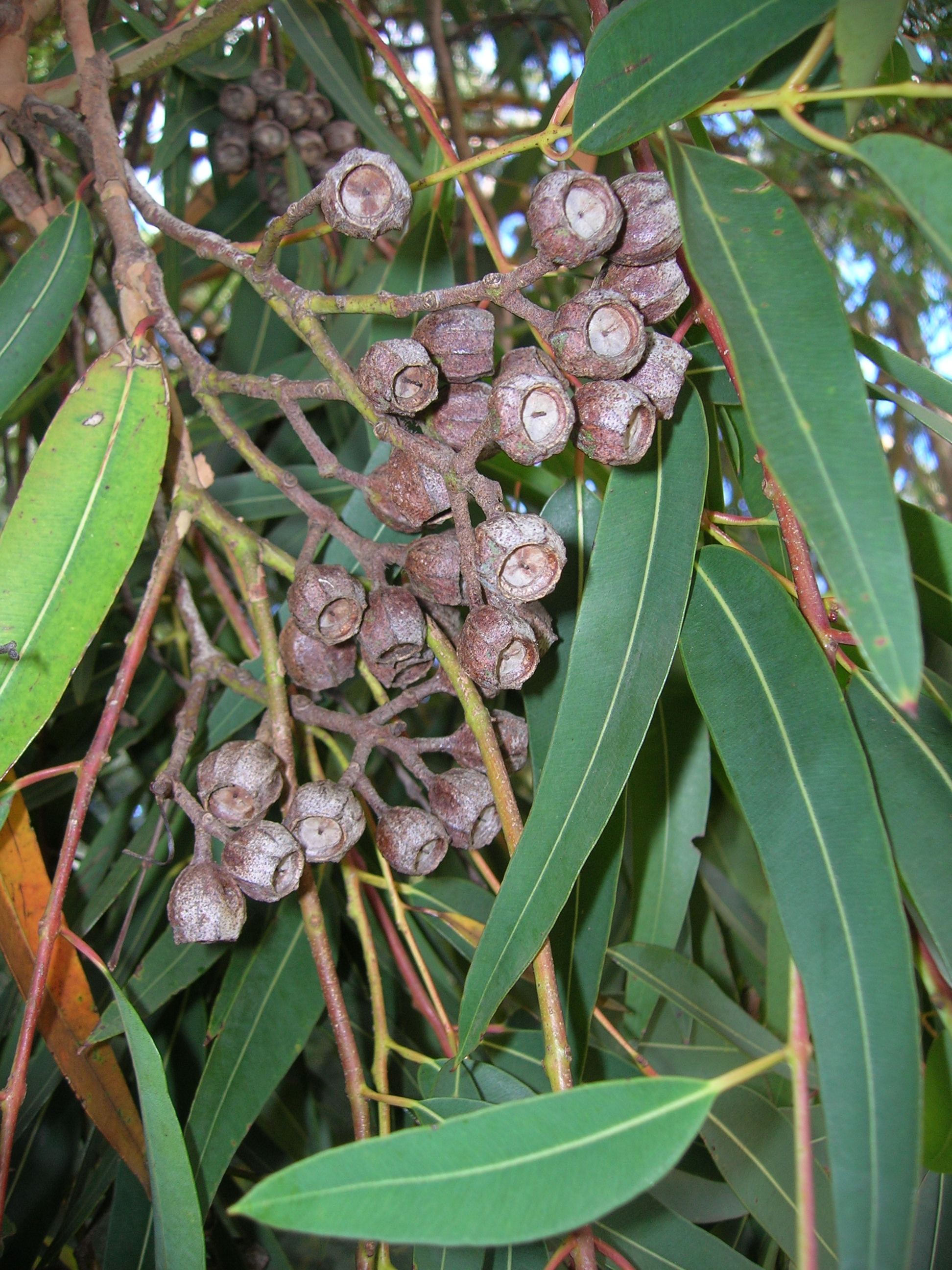
Fruits
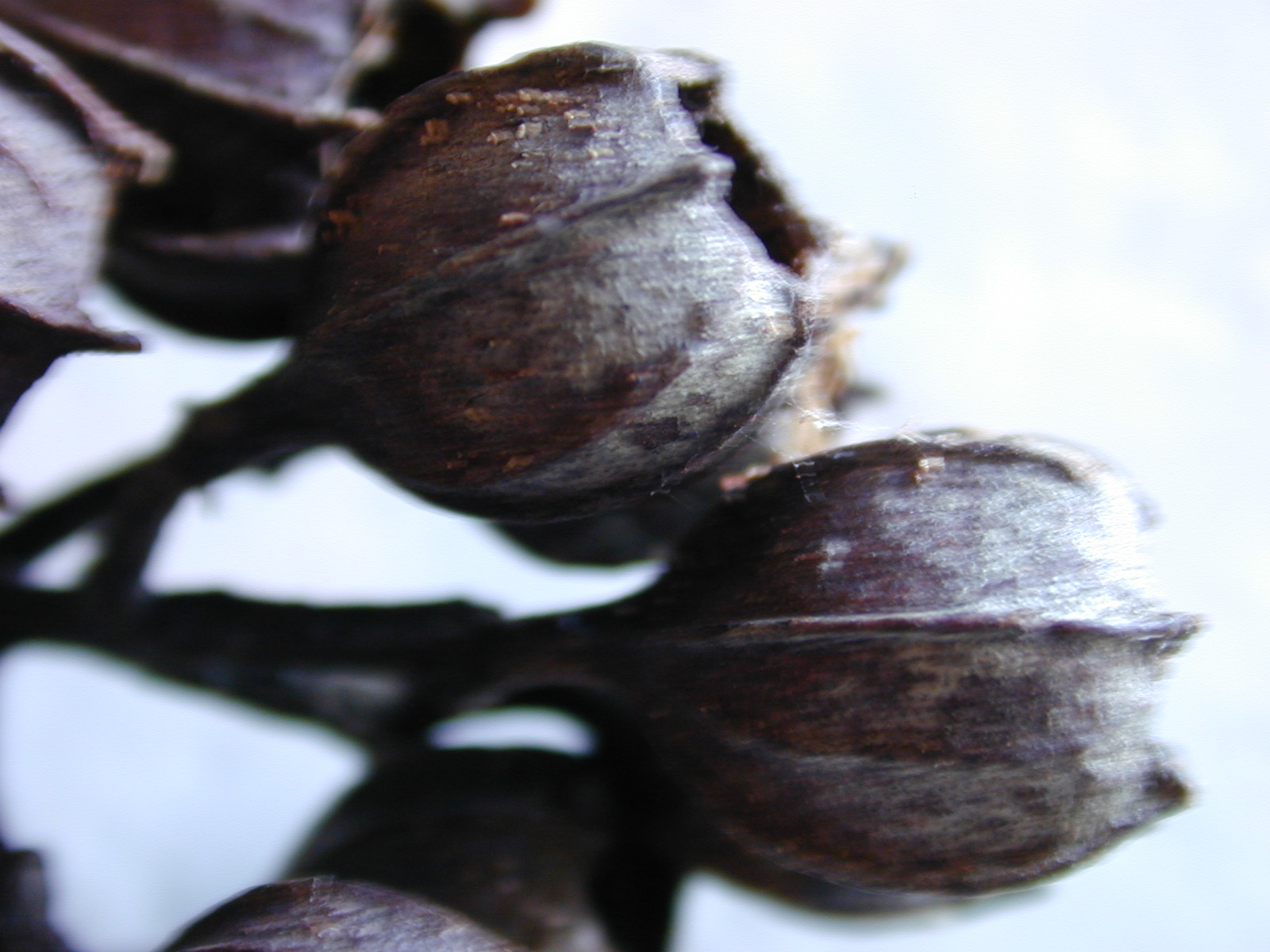
Detall dels fruits amb crestes